# Bacchus (Unternehmen)
Bacchus (kasachisch und russisch Бахус) ist ein Spirituosenhersteller in Kasachstan mit Sitz in Almaty. Gegründet wurde das Unternehmen 1948. Bacchus ist Kasachstans ältester und größter Hersteller von alkoholischen Getränken.
Zu den Produkten von Bacchus gehören Cognac, Wein, Wodka, Champagner und Softdrink, Weinbrand, Gin Tonic. Die nicht alkoholischen Getränke sind Mineralwasser und nicht alkoholischer Champagner.